# 二林下堡
二林下堡，是台灣中部自清治時期至日治初期的一個行政區劃，其範圍包括今彰化縣的二林鎮中西部、芳苑鄉南部及埤頭鄉北部一小塊地區。
二林下堡西瀕台灣海峽，北邊為馬芝堡、二林上堡，東邊為東螺東堡、東螺西堡，南邊為深耕堡。

## 管轄街庄
二林下堡共轄15個庄：
- 今埤頭鄉境內：周厝崙庄
- 今二林鎮境內：二林庄、中西庄、火燒厝庄、竹圍仔庄、外蘆竹塘庄、犁頭厝庄、後厝庄、山藔庄、大排沙庄、萬合庄、舊趙甲庄
- 今芳苑鄉境內：草湖庄、王功庄、漢寶園庄